# Рабочий посёлок (фильм)
«Рабочий посёлок» — советский двухсерийный чёрно-белый фильм, поставленный на киностудии «Ленфильм» в 1965 году режиссёром Владимиром Венгеровым по одноимённой повести  Веры Пановой (1964).
Премьера фильма в СССР состоялась 25 апреля 1966 года.

## Сюжет
Леонид Плещеев вернулся домой с войны слепым. Поневоле солдат стал иждивенцем. Когда он напивался, темнота не так мучила бывшего героя-фронтовика. Но однажды друзья Леонида помогли ему вернуться к полнокровной жизни.
Фильм иллюстрирует жизнь простого населения в тяжёлые послевоенные годы. Здесь присутствуют в основном краски не радостного, полного надежд на скорое общее счастье, быта людей, а обычной тяжкой трудовой жизни, порой трагичной вследствие войны.

Героиня, как и многие другие люди, возвращается с малолетним сыном в свой посёлок, представляющий собой скорее пепелище. Делать нечего, приходится отстраиваться заново. У некоторых возвращаются мужья и родные домой. Так возвращается и Леонид, потерявший зрение на войне. Но Леонид — это зрелый мужчина, честно прошедший войну и пострадавший за Родину; теперь же его душа хочет какого-никакого отдыха и счастья и не может сразу переключиться на заботы трудовой жизни. Он может спокойно выпить с друзьями на последние продовольственные карточки, нисколько не заботясь о пропитании семьи. 
«Ничего, скажешь, что потеряла, там что-нибудь придумают»
 — говорит он жене.

## В ролях
| Актёр                  | Роль               |
| ---------------------- | ------------------ |
| Олег Борисов           | Леонид Плещеев     |
| Людмила Гурченко       | жена Леонида Мария |
| Николай Симонов        | Сотников           |
| Татьяна Доронина       | Полина             |
| Виктор Авдюшко         | Гриша              |
| Елена Добронравова     | Мехотнева          |
| Любовь Соколова        | Капустина          |
| Виктор Чекмарёв        | Мошкин             |
| Александр Соколов      | Прохоров           |
| Мария Призван-Соколова | Прохорова          |
| Станислав Чекан        | Ахромович          |
| Борис Рыжухин          | Макухин            |
| Лёня Догадаев          | Лёнька Плещеев     |
| Станислав Соколов      | Лёня в юности      |

## Съёмочная группа
- Сценарий — Веры Пановой
- Постановка — Владимира Венгерова
- Главный оператор — Генрих Маранджян
- Главный художник — Виктор Волин
- Режиссёр — Алексей Герман
- Композитор — Исаак Шварц
- Звукооператор — Евгений Нестеров
- Монтажёр — Стэра Горакова
- Оператор — Семён Иванов
- Редакторы — И. Кузьмичёв, Хейли Элкен
- Художник по костюмам — Виля Рахматулина
- Художник-декоратор — В. Тимофеев
- Художник-гримёр — Е. Борейко
- Ассистенты:
  - режиссёра — И. Голынская, Владимир Перов, Евгений Татарский, Отар Дугладзе
  - художника — А. Раппопорт
  - оператора — А. Кудрявцев, С. Филановский
- Комбинированные съёмки:
  - Оператор — Михаил Покровский
  - Художник — Л. Холмов
- Текст песни — Геннадия Шпаликова
- Директор картины — Михаил Генденштейн

## Награды
Приз международного кинофестиваля в Киеве в 1966 году